# You’re Under Arrest
You’re Under Arrest (рус. Ты арестован) — семнадцатый и последний студийный альбом французского поэта, композитора, автора и исполнителя песен Сержа Генсбура, издан в 1987 году на лейбле Philips Records.

## Об альбоме
Это концептуальный альбом, посвященный любви зрелого мужчины к молодой женщине Саманте. Серж Генсбур первым во Франции начал выпускать так называемые концептуальные альбомы, мода на которые появилась в англоязычной музыке второй половины 1960-х гг. (концептуальный альбом объединяет песни, тематически или сюжетно связанные между собой). Также Генсбур был первым во Франции, заинтересовавшийся рэпом. Название альбома является отсылкой к одноимённому альбому Майлса Девиса. Финальной композицией альбома стала кавер-версия песни «Мой легионер», которая была интерпретирована Мари Дюбой в 1936 году и ставшая популярной в исполнении Эдит Пиаф с 1937 года.

## Список композиций
Автор музыки и текстов — Серж Генсбур (кроме указанных особо):
1. «You’re Under Arrest» — 4:13
2. «Five Easy Pisseuses» — 3:28
3. «Baille Baille Samantha» — 3:24
4. «Suck Baby Suck» — 3:46
5. «Gloomy Sunday» (Режё Шереш, Sam M. Lewis) — 3:44
6. «Aux enfants de la chance» — 4:07
7. «Shotgun» — 4:01
8. «Glass Security» — 3:38
9. «Dispatch Box» — 2:53
10. «Mon légionnaire» (Раймон Ассо, Marguerite Monnot) — 5:35